# Limor Fried
Limor Fried é uma engenheira elétrica americana e proprietária da empresa de eletrônicos Adafruit Industries. Ela é influente na comunidade de hardware de código aberto, tendo participado do primeiro Open Source Hardware Summit e da elaboração da definição de hardware de código aberto, e é conhecida por seu apelido ladyada, uma homenagem à Lady Ada Lovelace.

## Carreira e reconhecimento
Fried estudou no MIT, obtendo um bacharelado em Engenharia Elétrica e Ciência da Computação (EECS) em 2003 e um Mestrado em Engenharia no EECS em 2005. Como parte da qualificação, ela criou um projeto chamado Mecanismos de Defesa Social: Ferramentas para Recuperar Nosso Espaço Pessoal. Seguindo o conceito de design crítico, ela criou um protótipo de óculos que escurecem quando uma televisão está à vista e um bloqueador de RF de baixa potência que impede que os telefones celulares operem no espaço pessoal do usuário.
Fried foi bolsista da Eyebeam de 2005 a 2006.